# بارویر سانتروسیان
بارویر سانتروسیان (ارمنی: Պարույր Սանթրոսյան؛  زادهٔ ۲۰ دسامبر ۱۹۱۱ - درگذشته ۲۴ فوریهٔ ۱۹۷۶) بازیگر سینما و تئاتر اهل ارمنستان بود.

## زندگی‌نامه
سانتروسیان در ۲۰ دسامبر ۱۹۱۱ در دیلیجان به دنیا آمد. وی در سالهای 1929-1930 در استودیوی بازیگری وابسته به تئاتر دولتی لنینکان تحصیل کرد و اولین اجرای خود را در آنجا انجام داد. در سال 1930 به تئاتر جوانان ایروان دعوت شد. 
او همچنین برنده جوایزی همچون هنرمند مردمی ارمنستان شوروی (۱۹۵۶) شد. وی در ۲۴ فوریهٔ ۱۹۷۶ در سن ۶۴ سالگی در ایروان درگذشت.

## گزیده فیلمشناسی
از فیلم‌ها یا برنامه‌های تلویزیونی که وی در آن نقش داشته‌است می‌توان به پادشاه چاخ-چاخ، بازگشت اشاره کرد.